# Alexander Nedeljkovic
Alexander Nedeljkovic (né le 4 avril 1991 à  Parma dans l'État de l'Ohio aux États-Unis) est un joueur professionnel américain de hockey sur glace. Il évolue au poste de gardien de but. Il a marqué au moins un but dans trois ligues professionnelles : la LNH, la LAH et l'ECHL.

## Biographie

### Carrière en club
En 2012, il commence sa carrière en junior majeur avec les Whalers de Plymouth dans la Ligue de hockey de l'Ontario. Il est choisi au deuxième tour, en trente-septième position par les Hurricanes de la Caroline lors du repêchage d'entrée dans la LNH 2014. En 2016, il passe professionnel. Il marque un but avec les Everblades de la Floride face aux Gladiators d'Atlanta le 30 décembre 2016 devenant le douzième gardien à marquer un but dans l'histoire de l'ECHL.
Le 17 janvier 2017, il joue son premier match dans la Ligue nationale de hockey avec les Hurricanes face aux Blue Jackets de Columbus.
Durant la saison 2017-2018, il devient le treizième gardien de l'histoire de la Ligue américaine de hockey à inscrire un but sous les couleurs des Checkers de Charlotte face au Wolf Pack de Hartford le 10 mars 2018.
Il remporte la Coupe Calder 2019 avec les Checkers de Charlotte. Il dispute six matchs dans la LNH entre 2016 et 2020 pour quatre titularisations.
Le 12 janvier 2021, Carolina place Nedeljkovic au ballotage. Non réclamé par une autre équipe, Nedeljkovic obtient du temps de jeu avec les Hurricanes à la suite de la blessure du gardien titulaire Petr Mrázek le 30 janvier 2021.
Le 20 février 2021, il obtient son premier blanchissage dans la LNH lors d'une victoire 4-0 face au Lightning de Tampa Bay. Il est nommé recrue du mois de mars 2021 par la LNH.
Le 22 juillet 2021, il est échangé aux Red Wings de Détroit en retour de Jonathan Bernier et d'un choix de troisième tour au prochain repêchage. La même journée, il signe un nouveau contrat de deux ans d'une valeur de trois millions de dollars annuellement.
Le 1er juillet 2023, il signe un contrat d'un an et d'une valeur de 1,5 million de dollars avec les Penguins de Pittsburgh.
Le 17 novembre 2023, il marque un deuxième but en cage vide dans la LAH sous les couleurs des Penguins de Wilkes-Barre/Scranton face aux Bruins de Providence. Il devient le premier gardien de l'histoire de la Ligue américaine à inscrire deux buts.
Le 17 janvier 2025, il devient le premier gardien de la LNH à enregistrer une assistance et un but en cage vide dans le même match lors d'une victoire 5-2 des Penguins de Pittsburgh face aux Sabres de Buffalo. Il est le seizième gardien de l'histoire de la LNH à être crédité d'un but et le onzième à avoir marqué en tirant volontairement au but. Il est le premier gardien à marquer dans trois ligues professionnelles : la LNH, la LAH et l'ECHL.

### Carrière internationale
Il représente les États-Unis au niveau international. Il prend part aux sélections jeunes. Il est champion du monde moins de 18 ans 2014 et médaillé de bronze au championnat du monde junior 2016. Il est sélectionné lors du championnat du monde junior 2015 en tant que troisième gardien de l'équipe après Thatcher Demko et Brandon Halverson.

## Statistiques
Pour la signification des abréviations, voir statistiques du hockey sur glace.

### En club
| Saison    | Équipe                            | Ligue |    | Saison régulière | Saison régulière | Saison régulière | Saison régulière | Saison régulière | Saison régulière | Saison régulière | Saison régulière | Saison régulière | Saison régulière |    | Séries éliminatoires | Séries éliminatoires | Séries éliminatoires | Séries éliminatoires | Séries éliminatoires | Séries éliminatoires | Séries éliminatoires | Séries éliminatoires | Séries éliminatoires |
| Saison    | Équipe                            | Ligue | PJ | V                | D                | Pr/N             | Min              | BC               | Moy              | % Arr            | Bl               | Pun              | PJ               | V  | D                    | Min                  | BC                   | Moy                  | % Arr                | Bl                   | Pun                  |                      |                      |
| 2012-2013 | Whalers de Plymouth               | LHO   | 26 | 19               | 2                | 2                | 1 371            | 52               | 2,28             | 92,3             | 2                | 2                | 15               | 9  | 4                    | 864                  | 39                   | 2,71                 | 90,8                 | 1                    | 0                    |                      |                      |
| 2013-2014 | Whalers de Plymouth               | LHO   | 61 | 26               | 27               | 7                | 3 436            | 165              | 2,88             | 92,5             | 1                | 6                | 5                | 1  | 4                    | 272                  | 20                   | 4,41                 | 90,5                 | 0                    | 0                    |                      |                      |
| 2014-2015 | Whalers de Plymouth               | LHO   | 55 | 20               | 28               | 7                | 3 206            | 167              | 3,13             | 91,6             | 5                | 8                | -                | -  | -                    | -                    | -                    | -                    | -                    | -                    | -                    |                      |                      |
| 2014-2015 | Everblades de la Floride          | ECHL  | 3  | 2                | 1                | 0                | 178              | 10               | 3,38             | 84,1             | 0                | 0                | -                | -  | -                    | -                    | -                    | -                    | -                    | -                    | -                    |                      |                      |
| 2015-2016 | Firebirds de Flint                | LHO   | 19 | 9                | 7                | 2                | 1 122            | 60               | 3,21             | 90,7             | 1                | 2                | -                | -  | -                    | -                    | -                    | -                    | -                    | -                    | -                    |                      |                      |
| 2015-2016 | IceDogs de Niagara                | LHO   | 30 | 15               | 13               | 2                | 1 766            | 80               | 2,72             | 90,7             | 1                | 2                | 17               | 12 | 5                    | 1026                 | 48                   | 2,81                 | 90,3                 | 0                    | 4                    |                      |                      |
| 2016-2017 | Checkers de Charlotte             | LAH   | 25 | 8                | 14               | 0                | 1 287            | 73               | 3,4              | 88,1             | 1                | 4                | -                | -  | -                    | -                    | -                    | -                    | -                    | -                    | -                    |                      |                      |
| 2016-2017 | Hurricanes de la Caroline         | LNH   | 1  | -                | -                | -                | 30               | 0                | 0                | 100              | 0                | 2                | -                | -  | -                    | -                    | -                    | -                    | -                    | -                    | -                    |                      |                      |
| 2016-2017 | Everblades de la Floride          | ECHL  | 12 | 6                | 4                | 0                | 565              | 28               | 2,97             | 90,3             | 1                | 2                | 7                | 1  | 5                    | 186                  | 13                   | 1,92                 | 93,0                 | 0                    | 15                   |                      |                      |
| 2017-2018 | Checkers de Charlotte             | LAH   | 49 | 31               | 12               | 2                | 2 726            | 116              | 2,55             | 90,3             | 5                | 4                | 8                | 4  | 4                    | 541                  | 19                   | 2,11                 | 91,9                 | 1                    | 2                    |                      |                      |
| 2018-2019 | Checkers de Charlotte             | LAH   | 51 | 34               | 14               | 1                | 2 917            | 110              | 2,26             | 91,6             | 4                | 6                | 15               | 10 | 4                    | 897                  | 35                   | 2,34                 | 91,6                 | 1                    | 2                    |                      |                      |
| 2018-2019 | Hurricanes de Caroline            | LNH   | 1  | 1                | 0                | 0                | 60               | 2                | 2                | 92,3             | 0                | 0                | -                | -  | -                    | -                    | -                    | -                    | -                    | -                    | -                    |                      |                      |
| 2019-2020 | Checkers de Charlotte             | LAH   | 29 | 16               | 10               | 2                | 1 661            | 69               | 2,49             | 90,6             | 4                | 2                | -                | -  | -                    | -                    | -                    | -                    | -                    | -                    | -                    |                      |                      |
| 2019-2020 | Hurricanes de la Caroline         | LNH   | 4  | 1                | 2                | 1                | 216              | 11               | 3,05             | 88,7             | 0                | 0                | -                | -  | -                    | -                    | -                    | -                    | -                    | -                    | -                    |                      |                      |
| 2020-2021 | Hurricanes de la Caroline         | LNH   | 23 | 15               | 5                | 3                | 1 392            | 44               | 1,9              | 93,2             | 3                | 2                | 9                | 4  | 5                    | 608                  | 22                   | 2,17                 | 92                   | 1                    | 0                    |                      |                      |
| 2021-2022 | Red Wings de Détroit              | LNH   | 59 | 20               | 24               | 9                | 3 231            | 178              | 3,31             | 90,1             | 4                | 2                | -                | -  | -                    | -                    | -                    | -                    | -                    | -                    | -                    |                      |                      |
| 2022-2023 | Red Wings de Détroit              | LNH   | 15 | 5                | 7                | 2                | 833              | 49               | 3,53             | 89,5             | 0                | 2                | -                | -  | -                    | -                    | -                    | -                    | -                    | -                    | -                    |                      |                      |
| 2022-2023 | Griffins de Grand Rapids          | LAH   | 26 | 13               | 9                | 3                | 1 459            | 66               | 2,71             | 91,2             | 1                | 4                | -                | -  | -                    | -                    | -                    | -                    | -                    | -                    | -                    |                      |                      |
| 2023-2024 | Penguins de Pittsburgh            | LNH   | 38 | 18               | 7                | 7                | 2 060            | 102              | 2,97             | 90,2             | 1                | 0                | -                | -  | -                    | -                    | -                    | -                    | -                    | -                    | -                    |                      |                      |
| 2023-2024 | Penguins de Wilkes-Barre/Scranton | LAH   | 1  | 1                | 0                | 0                | 60               | 2                | 2,00             | 89,5             | 0                | 0                | -                | -  | -                    | -                    | -                    | -                    | -                    | -                    | -                    |                      |                      |

### En équipe nationale
| Saison | Équipe     | Ligue                        |   | PJ | V | D | Pr/N | Min | BC   | Moy  | % Arr | Bl | Pun                |  | Résultat |
| 2014   | États-Unis | Championnat du monde -18 ans | 6 | 5  | 1 | 0 | 359  | 11  | 1,84 | 90,2 | 1     | 0  | Médaille d'or      |  |          |
| 2015   | États-Unis | Championnat du monde junior  | 5 | 0  | 0 | 0 | 0    | 0   | -    | -    | 0     | 0  | 5e place           |  |          |
| 2016   | États-Unis | Championnat du monde junior  | 6 | 4  | 2 | 0 | 325  | 9   | 1,66 | 94,3 | 1     |    | Médaille de bronze |  |          |
| 2024   | États-Unis | Championnat du monde         | 4 | 3  | 1 | 0 | 148  | 5   | 2,02 | 87,5 | 1     |    | 5e place           |  |          |

## Trophées et honneurs personnels

### LHO
- 2012-2013 : 
  - remporte le trophée F.-W.-« Dinty »-Moore.
  - nommé dans l'équipe des recrues.
- 2013-2014 : 
  - remporte le trophée Jim-Rutherford.
  - nommé dans la première équipe d'étoiles.
- 2014-2015 : nommé dans la troisième équipe d'étoiles.
- 2015-2016 : nommé dans la troisième équipe d'étoiles.

### LAH
- 2018-2019 : 
  - nommé dans la première équipe d'étoiles.
  - remporte le trophée Aldege-« Baz »-Bastien.

### LNH
- 2020-2021 :
  - nommé recrue de mois de mars
  - nommé dans l'équipe d'étoiles des recrues